# Juan Grande Román
Juan Grande Román (Carmona, Regne de Castella, 6 de març de 1546 - Jerez de la Frontera, 3 de juny de 1600) va ser un religiós de l'Orde Hospitalari de Sant Joan de Déu. És venerat com a sant per l'Església catòlica i com a sant patró de la diòcesi d'Asidonia-Jerez.

## Biografia

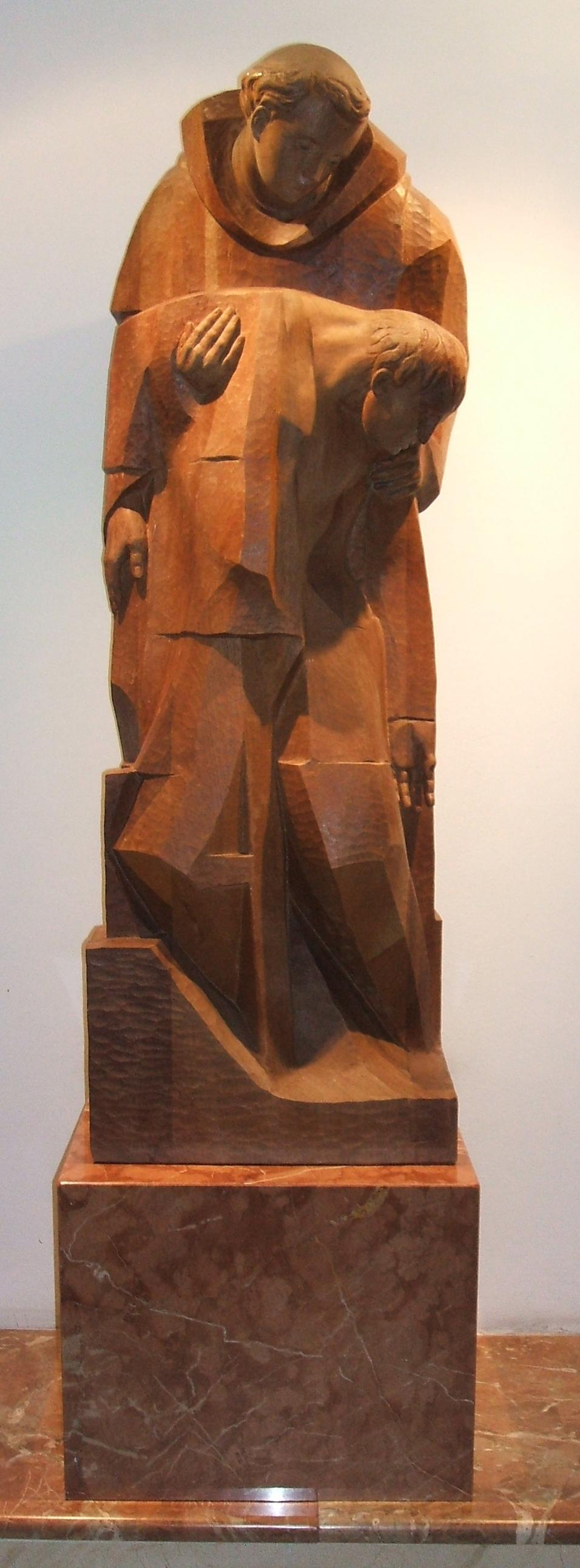
Escultura moderna del sant, per Pinto.

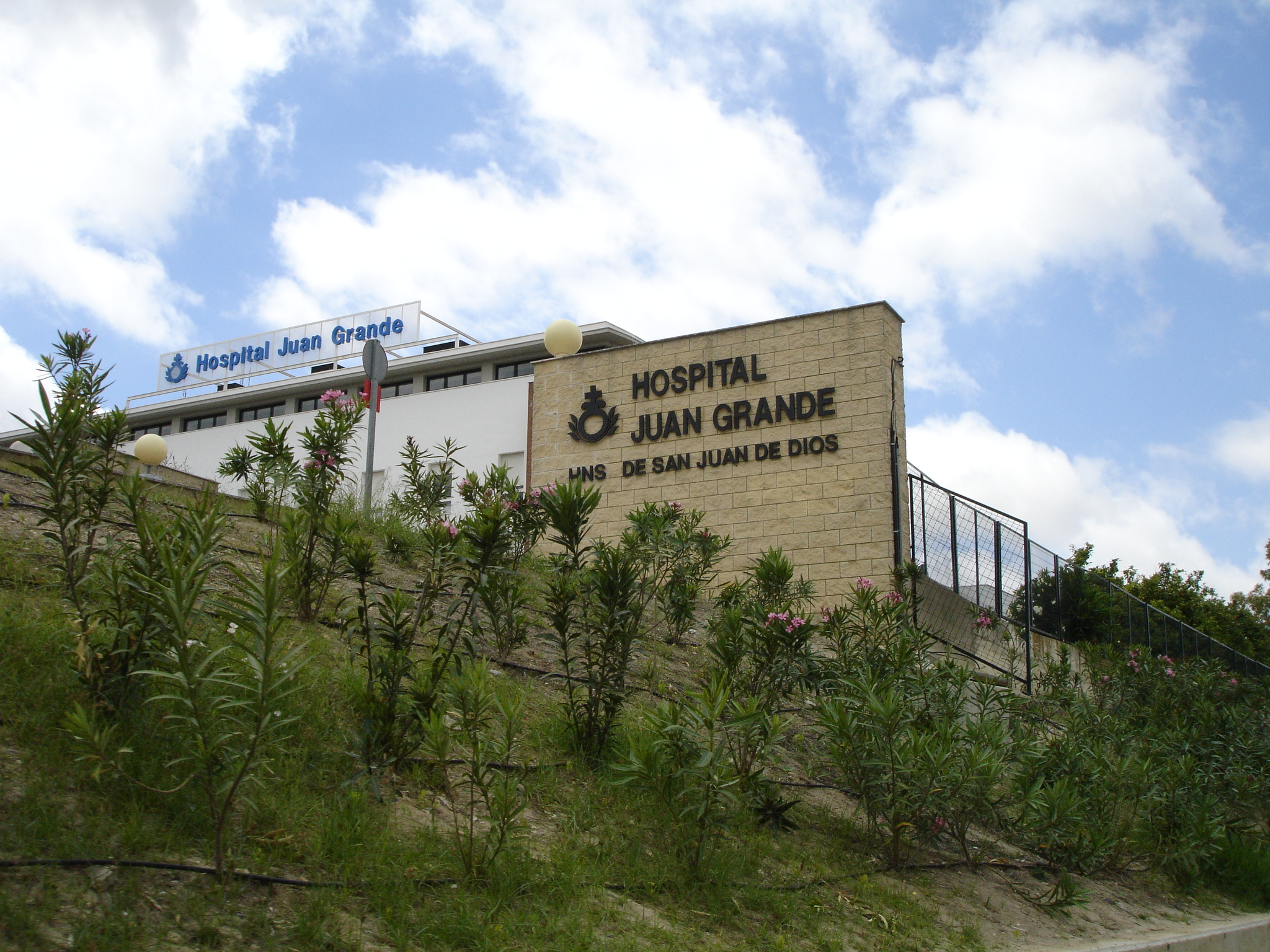
L'actual hospital Juan Grande, a la capella del qual hi ha les restes del sant.

Juan Grande Román va néixer a Carmona en 1546, fill de l'artesà Cristóbal Grande i Isabel Román, ambdós molt devots i que l'educaren cristianament. Va quedar orfe de pare als onze anys. A Sevilla va aprendre l'ofici de teixidor, i als 17 anys tornà Carmona a treballar-hi com a venedor de roba. Una crisi espiritual el conduí a deixar la família i retirar-se a l'ermita de Santa Olalla, a Marchena, on s'estigué prop d'un any, meditant sobre la seva vida. Va decidir de seguir la vida religiosa i dedicar-se a servir els necessitats; renuncià al matrimoni i, vestit només d'un hàbit de sac, prengué el nom de Juan Pecador.
Va començar tenint cura d'un matrimoni d'ancians que no podien subsistir: se'n feu càrrec i demanava almoina per mantenir-los. Als 19 anys va marxar a Jerez de la Frontera, on continuà ajudant els pobres, presos i malalts abandonats i sense recursos. Freqüentava l'església dels franciscans, prenent un d'ells com a guia espiritual. Aviat va fer-se conegut per la seva caritat i desinterès. El gener de 1574, una epidèmia assolà Jerez; Juan adreçà al municipi un memorial demanant assistència institucional per als malalts, que morien al carrer, però veient que la resposta no era suficient, ell mateix va obrir un hospital, que va anar creixent de mica en mica. Va rebre el nom d'Hospital de Nuestra Señora de la Candelaria.

### Contactes amb sant Joan de Déu
Va tenir notícia que Joan de Déu havia creat a Granada una institució similar, que va visitar en 1574. Veient-ne l'organització, va decidir d'unir-s'hi, adoptant al seu hospital de Jerez les regles i manera de viure del de Granada. Això va fer que altres persones s'unissin al projecte de Juan i comencessin a treballar a l'hospital. L'obra va poder estendre's i aviat es fundaren nous hospitals a Medina Sidonia, Arcos de la Frontera, Puerto de Santa María, Sanlúcar de Barrameda i Villamartín. La proliferació de centres petits, però, multiplicava els esforços i els feia menys eficients. Les autoritats municipals van decidir de reduir-ne el nombre. Davant del perill d'haver de tancar l'hospital de Jerez, Juan Grande va escriure un nou memorial explicant-ne el funcionament i l'assistència que s'hi donava. Rodrigo de Castro, arquebisbe de Sevilla, encarregà llavors Juan de la gestió de la reducció proposada.
Juan Pecador es lliurà completament a l'atenció als necessitats de tota classe, especialment els més marginats: presos, malalts terminals, prostitutes, nens abandonats... Durant l'epidèmia de pesta de 1600, a Jerez, va encomanar-se de la malaltia, morint el 3 de juny.

## Veneració
Va ser tingut com a sant des de la seva mort. Fou beatificat en 1853 per Pius IX i canonitzat per Joan Pau II el 2 de juny de 1996. Proclamat patró de la nova diòcesi d'Asidonia-Jerez en 1986, les seves restes són al santuari de San Juan Grande, a l'hospital San Juan Grande, de l'Orde Hospitalari de Sant Joan de Déu.